# کنترل مشاتی
کنترل مشاتی، (به انگلیسی: Control Machete) یک گروه هیپ هاپ مکزیکی در مونتری، نووو لئون می‌باشد. اعضای آن عبارتند از: فرمین یو و، پاتریسیو، چاپا الیزالده و توی کنوبی (آنتونیو «توی» هرناندز).